# 帕科·布约
弗朗西斯科·“帕科”·布约（西班牙語：Francisco "Paco" Buyo，1958年1月13日—），西班牙男子足球运动员，司职守门员。他曾代表西班牙参加1984年和1988年欧洲足球锦标赛。他也曾出战1980年夏季奥运会。